# Mount Mulligan
Mount Mulligan är ett berg i Australien. Det ligger i regionen Tablelands och delstaten Queensland, omkring 1 500 kilometer nordväst om delstatshuvudstaden Brisbane. Toppen på Mount Mulligan är 758 meter över havet, eller 6 meter över den omgivande terrängen. Bredden vid basen är 0,40 km.
Trakten runt Mount Mulligan är nära nog obefolkad, med mindre än två invånare per kvadratkilometer.. Det finns inga samhällen i närheten.
I omgivningarna runt Mount Mulligan växer huvudsakligen savannskog. Genomsnittlig årsnederbörd är 1 033 millimeter. Den regnigaste månaden är januari, med i genomsnitt 245 mm nederbörd, och den torraste är september, med 4 mm nederbörd.